# Röd Chevrolet
Röd Chevrolet är ett studioalbum av det svenska dansbandet Lasse Stefanz. Det utgavs 2004 på Frituna och producerades av Rutger Gunnarsson. På albumlistorna nådde det som högst 2:a plats i Sverige, och 37:e plats i Norge. År 2005 tilldelades albumet dansbandspriset Guldklaven för "Årets album" under Svenska dansbandsveckan i Malung.

## Låtlista
| Nr           | Titel                                                    | Kompositör                                        | Svensk text      | Längd |
| ------------ | -------------------------------------------------------- | ------------------------------------------------- | ---------------- | ----- |
| 1.           | En bättre värld                                          | Michael Saxell                                    |                  | 3:24  |
| 2.           | Wait a Minute                                            | Hank DeVito, Rodney Crowell                       |                  | 2:46  |
| 3.           | Olivia                                                   | Alan Miller, Jaime Hanna, Raul Malo, Rick Trevino |                  | 3:34  |
| 4.           | Min röda Chevrolet (A Real Good Way To Wind Up Lonesome) | Dale Dodson, James House, John Jarrard,           | Haidi Krohn      | 3:21  |
| 5.           | Ingen väg tillbaka                                       | Haidi Krohn, Kent Fingal                          |                  | 3:41  |
| 6.           | Hon tror hon vet (Sometimes She Forgets)                 | Stephen Earl                                      | Tomas Enochsson  | 3:58  |
| 7.           | Lyckan inom räckhåll                                     | Dan Attlerud, Mikael Rickfors, Nalle Påhlsson     |                  | 3:21  |
| 8.           | Gula höstlöv                                             | Arne John Jansson                                 |                  | 3:52  |
| 9.           | Jag ångrar ingenting                                     | Lasse Lindbom, Mats Klingström                    |                  | 3:15  |
| 10.          | Forever, Someday                                         | Vince Gill                                        |                  | 3:27  |
| 11.          | Ta vad du behöver                                        | Haidi Krohn, Kent Fingal                          |                  | 3:05  |
| 12.          | Längtan till havet                                       | Roland Utbult                                     |                  | 3:10  |
| 13.          | Det regnar och regnar (It Keeps Rainin')                 | Dave Bartholomew, Fats Domino, Robert Guidry      | Lennart Dahlberg | 3:42  |
| 14.          | En tid av stulen lycka                                   | Haidi Krohn, Kent Fingal                          |                  | 3:28  |
| Total längd: | Total längd:                                             | Total längd:                                      | Total längd:     | 48:04 |

## Listplaceringar
| Lista (2004-2005) | Position |
| ----------------- | -------- |
| Norge             | 37       |
| Sverige           | 2        |

### Fotnoter
1. ↑  ”Röd Chevrolet”. dans-web.nu. Arkiverad från originalet den 7 mars 2005. https://web.archive.org/web/20050307160826/http://www.dans-web.nu/skivor/index.php?pid=view&ref_cd=1058.
2. ↑  ”Guldklaven: Vinnare genom åren”. Får Jag Lov. https://fjl.se/tidningen/guldklaven/. Läst 15 augusti 2020.
3. ↑  Placering på den norska albumlistan
4. ↑  Placering på den svenska albumlistan